# 리처드 X. 슬레이테리

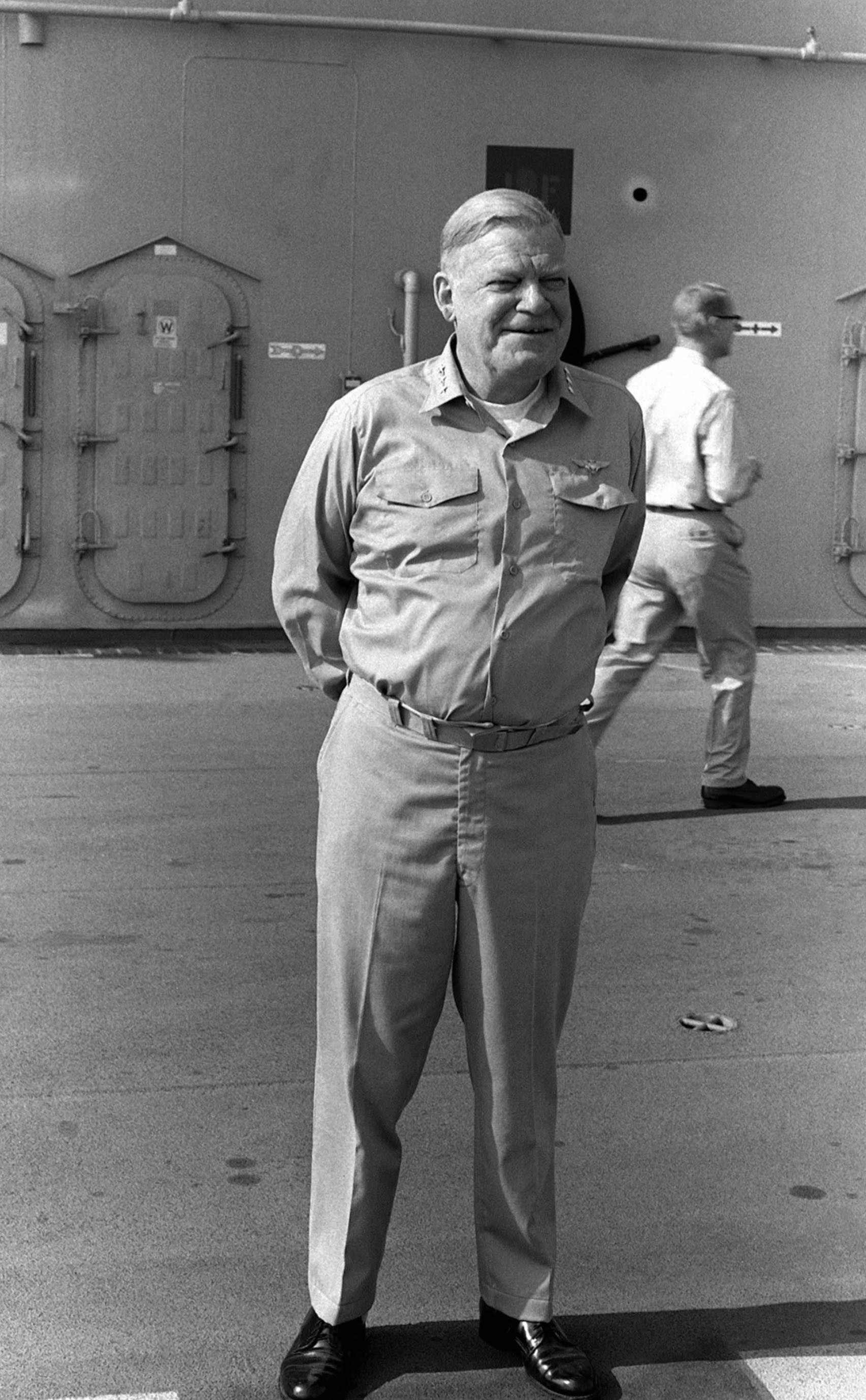

리처드 X. 슬래터리(Richard X. Slattery, 1925년 6월 26일 ~ 1997년 1월 27일)는 미국의 배우이다.
브롱크스에서 태어났으며 로스앤젤레스에서 사망하였다. 사인은 질병이다.

## 출연 작품
- 벤크스톤가의 아이들 (1990년)
- 애플 덤플링 갱 2 (1979년)
- 블랙 아이 (1974년) - 보웬 역
- 허비 - 돌아오다 (1974년)
- 대리 형사 (1974년)
- 워킹 톨 (1973년)
- 보스톤 교살자 (1968년)
- 살인을 위한 시간 (1967년)
- 버터필드 8 (1960년)

### 텔레비전
- 아내는 요술쟁이 (1964년)
- 보난자 (1959년)
- 딜론 보안관 (1955년)